# Шурленци
Шурленци (на македонска литературна норма: Шурленци) е село в община Ресен, Северна Македония.

## География
Селото е разположено на юг от град Ресен, в източните поли на планината Галичица.

## История
В XIX век Шурленци е село в Битолска кааза, Нахия Горна Преспа на Османската империя. В „Етнография на вилаетите Адрианопол, Монастир и Салоника“, издадена в Константинопол в 1878 година и отразяваща статистиката на населението от 1873 година, Шурленци (Churlentzi) е посочено като село с 18 домакинства и 45 жители българи.
Според статистиката на Васил Кънчов („Македония. Етнография и статистика“) от 1900 година Шурленци има 120 жители, всички българи християни.
На Етнографската карта на Битолския вилает на Картографския институт в София от 1901 година Шурленци е чисто българско село в Битолската каза на Битолския санджак с 20 къщи.
В началото на XX век жителите на селото е под върховенството на Българската екзархия. По данни на секретаря на екзархията Димитър Мишев („La Macédoine et sa Population Chrétienne“) през 1905 година в Шурленци има 32 българи екзархисти.
Според преброяването от 2002 година селото има 89 жители.
| Националност     | Всичко |
| северномакедонци | 88     |
| албанци          | 0      |
| турци            | 0      |
| цигани           | 0      |
| власи            | 0      |
| сърби            | 0      |
| бошняци          | 0      |
| други            | 1      |

## Личности
Починали в Шурленци
- Кочо Палигора (1923 - 1944), югославски партизанин
- Йосиф Найденовски (1923-1944), югославски партизанин